# Seznam italijanskih letalskih asov prve svetovne vojne
Seznam italijanskih letalskih asov prve svetovne vojne je urejen po številu letalskih zmag.
| - Francesco Baracca - 34 - Silvio Scaroni - 26 - Pier Piccio - 25 - Flavio Baracchini - 21 - Fulco Ruffo di Calabria - 20 - Marziale Cerutti - 17 - Ferruccio Ranza - 17 - Giovanni Ancillotto - 11 - Antonio Reali - 11 - Giovanni Nicelli - 9 - Flaminio Avet - 8 - Ernesto Cabruna - 8 - Alvaro Leonardi - 8 - Carlo Lombardi - 8 - Gastone Novelli - 8 - Luigi Olivari - 8 - Leopoldo Eleuteri - 8 - Mario Fucini - 7 - Orazio Pierozzi - 7 - Cosimo Rennella - 7 - Antonio Riva - 7 - Aldo Bocchese - 6 - Alessandro Buzio - 6 | - Bartolomeo Costantini - 6 - Antonio Chiri - 6 - Guglielmo Fornagiari - 6 - Attilio Imolesi - 6 - Cesare Magistrini - 6 - Guido Nardini - 6 - Luigi Olivi - 6 - Giorgio Pessi - 6 - Cosimo Rizzotto - 6 - Mario Stoppani - 6 - Romolo Ticconi - 6 - Michele Allasia - 5 - Antonio Amantea - 5 - Sebastiano Bedendo - 5 - Umberto Calvello - 5 - Giulio Lega - 5 - Federico Martinengo - 5 - Guido Masiero - 5 - Amedeo Mecozzi - 5 - Giorgio Michetti - 5 - Alessandro Resch - 5 - Giovanni Sabelli - 5 |